# ليو كوبياك
ليو كوبياك (بالإنجليزية: Leo Kubiak)‏ مواليد 25 ديسمبر 1927، هو لاعب كرة سلة أمريكي معتزل. بدأ مسيرته الاحترافية في سنة 1948. تم اختياره من قبل فريق سكرامنتو كينغز خلال الدرافت. حمل الرقم 4. يبلغ طوله 5 قدم 11 بوصة (1.8 م). اعتزل اللعب في 1951. أحرز خلال مسيرته في الإن بي إيه 710 نقطة بمعدل 11.5 نقطة في المباراة الواحدة.

## روابط خارجية
- ليو كوبياك على موقعبيزبول رفرنس.كوم (الدوري الثانوي) (الإنجليزية)
- ليو كوبياك على موقع إن بي أي (الإنجليزية)
- ليو كوبياك على موقع سبورتس رفرنس (الإنجليزية)
- ليو كوبياك على موقع كلية كرة السلة في سبورتس رفرنس.كوم (الإنجليزية)
- ليو كوبياك على موقع ريلجم (الإنجليزية)
- ليو كوبياك على موقع بروبوليرز (الإنجليزية)
- ليو كوبياك على موقع سبورتس رفرنس (الإنجليزية)